# Arnold z Lubeki
Arnold z Lubeki (ur. ok. 1150, zm. 27 czerwca 1211 lub 1214) – średniowieczny kronikarz, opat klasztoru benedyktynów pw. św. Jana w Lubece. Autor Kroniki słowiańskiej (Chronica Slavorum), pisanej na przełomie XII i XIII w. Jest to kontynuacja kroniki Helmolda i obejmuje lata 1171-1209. Mimo tytułu, zawiera głównie wiadomości dotyczące wewnętrznych dziejów Niemiec i wiadomości powszechne. Informacje dotyczące Słowian skupiają się na plemionach obodryckich, w mniejszym stopniu dotyczą Pomorza, Rugii i Polski.